# Inhułeć-2 Petrowe
Inhułeć-2 Petrowe (ukr. ФК «Інгулець-2» Петрове) – ukraiński klub piłkarski, mający siedzibę w miasteczku Petrowe, w obwodzie kirowohradzkim, w środkowej części kraju, grający w latach 2016–2018 w rozgrywkach ukraińskiej Drugiej ligi.

## Historia
Chronologia nazw:
- 2015: Inhułeć-2 Petrowe (ukr. ФК «Інгулець-2» Петрове)

Klub piłkarski Inhułeć-2 został założony w Petrowe w 2015 roku jako druga drużyna klubu Inhułeć Petrowe. W czerwcu 2016 roku klub zgłosił się do rozgrywek Drugiej ligi (D3) i otrzymał status profesjonalny.
Debiutowy sezon 2016/17 zespół zakończył na 6.pozycji. W następnym sezonie 2017/18 w Drugiej lidze zajął 10.miejsce w grupie B, ale potem zrezygnował z dalszych występów w mistrzostwach i został rozwiązany.

## Barwy klubowe, strój, herb, hymn
|  |  |

Klub ma barwy żółto-czerwone. Piłkarze domowe spotkania zazwyczaj grają w żółtych koszulkach, żółtych spodenkach oraz żółtych getrach.

## Sukcesy

### Trofea międzynarodowe
Do chwili obecnej klub jeszcze nigdy nie zakwalifikował się do rozgrywek europejskich.

### Trofea krajowe
| \| \| Zdobyte trofea w rozgrywkach Ukrainy (stan na: 31-05-2021) \| |                                                            |      |          |
| Rozgrywki                                                           | Osiągnięcie                                                | Razy | Sezon(y) |
| · Mistrzostwo                                                       | I miejsce                                                  | 0    |          |
| · Mistrzostwo                                                       | II miejsce                                                 | 0    |          |
| · Mistrzostwo                                                       | III miejsce                                                | 0    |          |
| Puchar                                                              | zdobywca                                                   | 0    |          |
| Puchar                                                              | finalista                                                  | 0    |          |
| II liga                                                             | I miejsce                                                  | 0    |          |
| II liga                                                             | II miejsce                                                 | 0    |          |
| II liga                                                             | III miejsce                                                | 0    |          |
| Ukraina                                                             | Zdobyte trofea w rozgrywkach Ukrainy (stan na: 31-05-2021) |      |          |

- Druha liha (D3):
  - 6. miejsce (1x): 2016/17

## Poszczególne sezony

### Rozgrywki międzynarodowe

#### Europejskie puchary
Nie uczestniczył w rozgrywkach europejskich.

### Rozgrywki krajowe
| \| Ukraina \| Bilans występów klubu w rozgrywkach piłkarskich Ukrainy (Stan na 5 października 2020 r.) \| \| |                                                                                          |        |       |   |   |   |    |    |     |           |        |        |      |
| Poziom | Rozgrywki                                                                                | Sezony | Mecze | Z | R | P | B+ | B– | Pkt | Lata      | Awanse | Spadki | Naj. |
| I | Premier-liha                                                                             | 0      |       |   |   |   |    |    |     |           | 0      | 0      |      |
| II | Persza liha                                                                              | 0      |       |   |   |   |    |    |     |           | 0      | 0      |      |
| III | Druha liha                                                                               | 2      |       |   |   |   |    |    |     | 2016–2018 | 0      | 0      | 6    |
| IV | Amatorska liha                                                                           | 0      |       |   |   |   |    |    |     |           |        |        |      |
| | Puchar Ukrainy                                                                           | 0      |       |   |   |   |    |    |     |           | 0      | 0      |      |
| Ukraina | Bilans występów klubu w rozgrywkach piłkarskich Ukrainy (Stan na 5 października 2020 r.) |        |       |   |   |   |    |    |     |           |        |        |      |

## Piłkarze, trenerzy, prezydenci i właściciele klubu

### Piłkarze

#### Aktualny skład zespołu
Klub ma na sezon wspólną listę zawodników z główną drużyną.

### Trenerzy
- 22.08.2016–15.09.2017:  Andrij Kononenko
- 15.09.2017–31.12.2017:  Ołeksandr Humeniuk
- 01.01.2018–30.06.2018:  Mykoła Fedorko

### Prezydenci
- 2013–...:  Ołeksandr Poworozniuk

## Struktura klubu

### Stadion
Klub piłkarski rozgrywa swoje mecze domowe stadionie Inhułeć w Petrowem, który może pomieścić 1720 widzów.

## Kibice i rywalizacja z innymi klubami

### Derby
- FK Ołeksandrija
- Zirka Kropywnycki